# Hohenberg (Regnitzlosau)
Hohenberg  ist ein Gemeindeteil der Gemeinde Regnitzlosau im Landkreis Hof (Oberfranken, Bayern).

## Geografie
Das Dorf liegt einen halben Kilometer nordöstlich von Regnitzlosau am südwestlichen Abhang eines 594 Meter hohen, relativ flachen Hügels. Im Ort herrscht ist eine relativ dichte Bewaldung vor, die Umgebung ist von einer Feld- und Wiesenlandschaft geprägt. Nach Südwesten hin ist das Dorf mit Regnitzlosau zusammengewachsen, während es bis in die 1970er Jahre durch ein unbebautes Gebiet von diesem weitgehend getrennt war. Eine in Regnitzlosau von der Kreisstraße HO 4 abzweigende Ortsverbindungsstraße durchquert das Dorf und verbindet es mit Neumühle.

## Ortsgliederung
- Altmühle (Weiler)
- Hohenberg-Nord (Dorf)
- Hohenberg-Ost (Dorf)
- Hohenberg-Süd (Dorf)
- Hohenberg-West (Dorf)

## Allgemeines
Feste und Feiern
- Faschingsumzug: Im Februar besitzt dieser Stadtteil einen eigenen Fastnachtsumzug.
- Kirchweih: Im September gibt es hier sogar eine kleine Kirmes.

Dienstleistungen
- Netto Marken-Discount: 2021 wurde wegen der stetig wachsenden Bevölkerung ein Netto eröffnet.
- Brunner Bäcker: 2021 wurde im Netto-Gebäude auch ein Bäcker eröffnet.
- Gesundheit: Im benachbarten Regnitzlosau gibt es Ärzte und eine Apotheke.

## Verkehr
Alle 2 Stunden fährt ein Bus von Nentschau über Prex, Schwesendorf, Regnitzlosau und Hohenberg nach Neumühle.

## Einwohner
| 1890 | 1920 | 1940 | 1960 | 1972 | 1987 |
| ---- | ---- | ---- | ---- | ---- | ---- |
| 34   | 28   | 14   | 7    | 12   | 39   |

## Baudenkmal
Als Baudenkmal stehen die Ruinenreste des Schlosses Hohenberg unter Denkmalschutz. → Liste der Baudenkmäler in Hohenberg